# 880-ті до н. е.

## Події
Походи  Ашшур-назір-апала II, царя Ассирії на північ та схід, підкорення племен машкі, країн Наїрі та Замуа.

## Правителі
- фараони Єгипту Осоркон I, Шешонк II, Такелот I ;
- царі Ассирії Тукульті-Нінурта II та Ашшур-назір-апал II;
- царі Вавилонії Набу-шум-укін I та Набу-апла-іддін;
- цар Ізраїлю Омрі.